# Yangpyeong (metropolitana di Seul)
Yangpyeong (양평역?, 楊坪驛?, Yangpyeong-yeokLR) è una stazione della metropolitana di Seul della linea 5 della metropolitana di Seul. La stazione si trova nel quartiere di Yeongdeungpo-gu, nella zona sud-ovest di Seul.

## Linee
Seoul Metro
 Linea 5 (Codice: 522)

## Struttura
La stazione possiede due marciapiedi laterali a grande profondità, al sesto piano sotterraneo, con porte di banchina a protezione dei due binari passanti.
| Direzione Hanam Pungsan/Macheon | Linea 5 | per Yeouido, Gongdeok, Jongno 3-ga, Wangsimni, Sangil-dong e Macheon |
| Direzione Banghwa               | Linea 5 | per Kkachisan, Gimpo Aeroporto e Banghwa                             |

## Stazioni adiacenti
| «           | Servizio | »                         |
| Linea 5     | Linea 5  | Linea 5                   |
| ----------- | -------- | ------------------------- |
| 521 Omokgyo | -        | Yeongdeungpo-gucheong 523 |